# Boris Pawlowitsch Beloussow

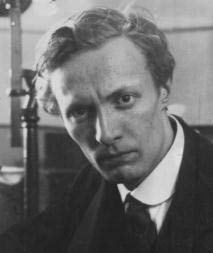
Boris Pawlowitsch Beloussow, um 1930

Boris Pawlowitsch Beloussow (russisch Борис Павлович Белоусов, englische Transkription Boris Pavlovich Belousov; * 7. Februarjul. / 19. Februar 1893greg. in Moskau; † 12. Juni 1970 ebenda) war ein russischer Chemiker und Biophysiker.
Er studierte Chemie an der Eidgenössischen Technischen Hochschule in Zürich, erlangte aber aus finanziellen Gründen keinen Abschluss. Zu Beginn des Ersten Weltkrieges kehrte er nach Russland zurück und arbeitete bis 1939 in einer Forschungseinrichtung des Militärs. Danach leitete er ein Labor im Institut für Biophysik des Ministeriums für Gesundheitswesen in Moskau.
Für die Entdeckung der Belousov-Zhabotinsky-Reaktion (entsprechend der in der Wissenschaft üblichen englischen Transkription des Namens) ist er 1980 postum mit der Lenin-Medaille ausgezeichnet worden. Diese oszillierende chemische Reaktion erschien damals so ungewöhnlich, dass Beloussow sie erst mit zehnjähriger Verspätung 1959 veröffentlichen konnte. Fünf Jahre später wurde sie von Anatoli Markowitsch Schabotinski (in englischer Transkription Zhabotinsky) näher untersucht und als Nichtgleichgewichtsphänomen erkannt. Später spielte sie eine herausragende Rolle in den einschlägigen Untersuchungen dazu in der Schule von Ilya Prigogine in Brüssel.